# Santa Terezinha do Progresso
Santa Terezinha do Progresso är en kommun i Brasilien.   Den ligger i delstaten Santa Catarina, i den södra delen av landet, 1 300 km söder om huvudstaden Brasília. Antalet invånare är 2 896.
I omgivningarna runt Santa Terezinha do Progresso växer huvudsakligen savannskog. Runt Santa Terezinha do Progresso är det ganska glesbefolkat, med 30 invånare per kvadratkilometer.